# 南知多ビーチランド

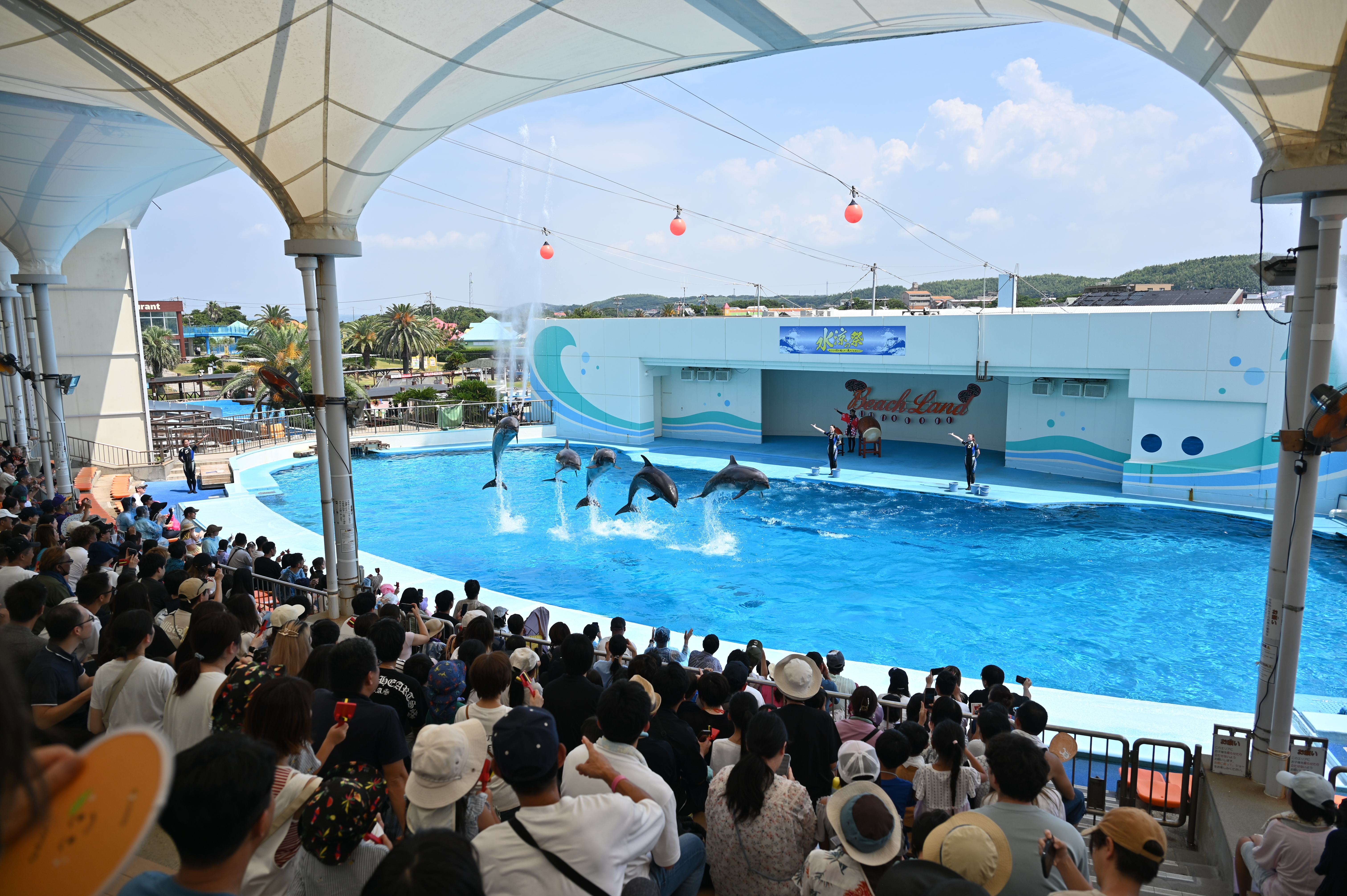
イルカショー

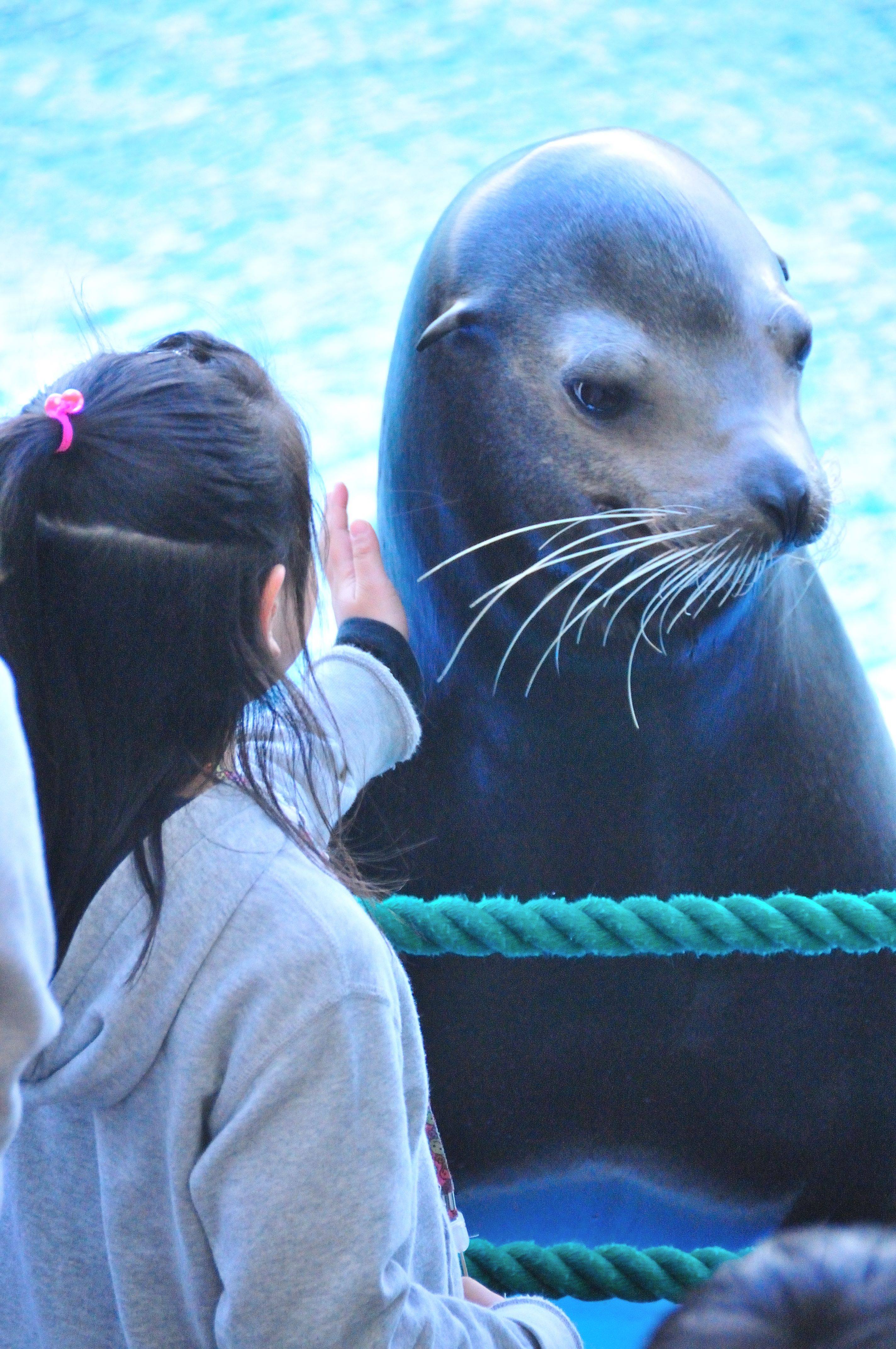

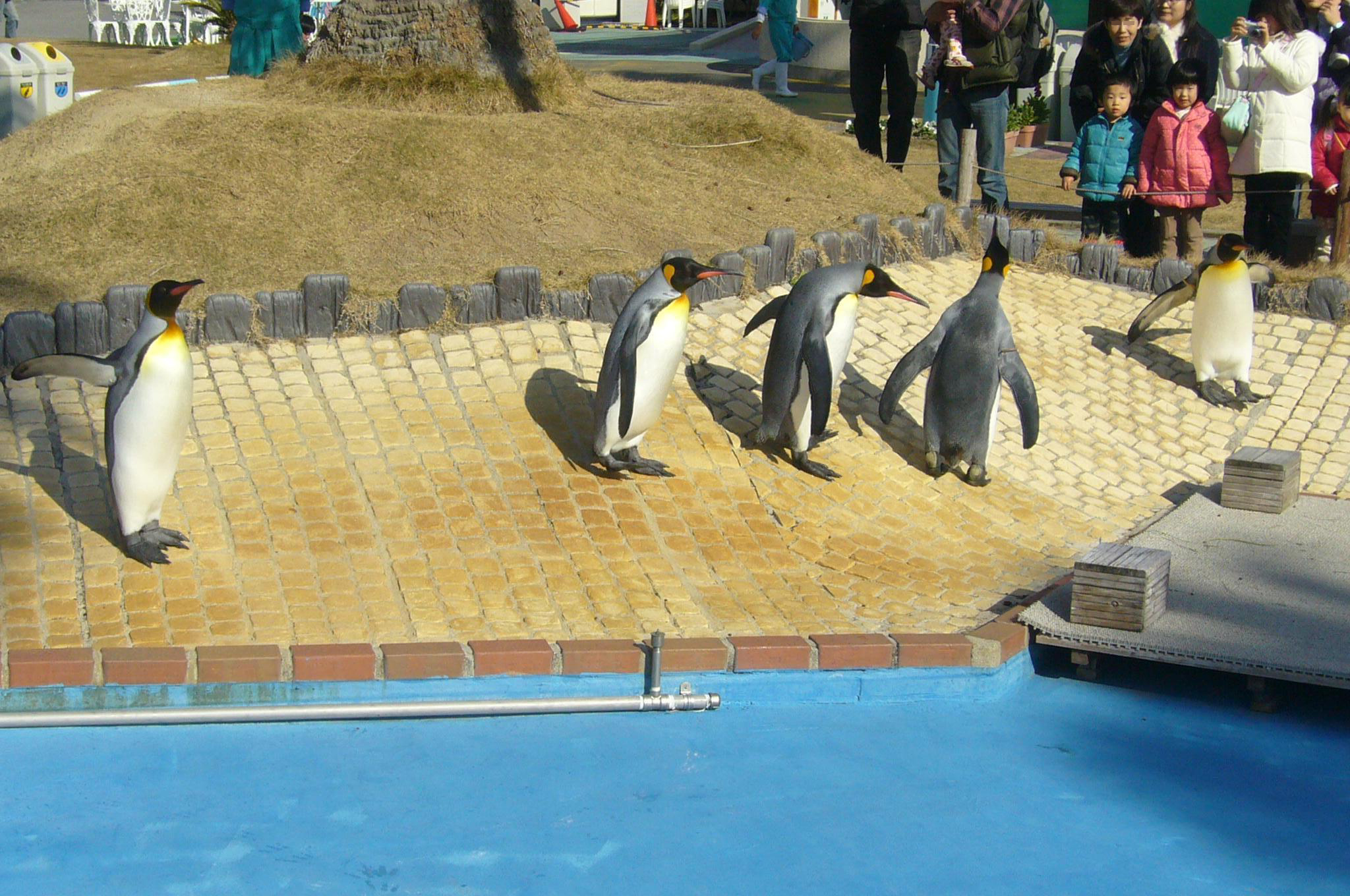
キングペンギン

南知多ビーチランド（みなみちたビーチランド）は、愛知県知多郡美浜町の伊勢湾に面する奥田海岸沿いにある総合海浜公園・レジャー施設である。水族園と海辺ゾーン、遊園地で構成される。

## 概要
名古屋鉄道（名鉄）が知多新線沿線のレジャー需要を見込み、1980年（昭和55年）4月29日に開園した。
開園後はイルカショーなどで親子連れの人気を集めたが、入場者数は1991年度（平成3年度）にピークを迎えてから減少傾向に陥っており、また直線距離で約35 kmに立地する名古屋港水族館がイルカを含むクジラ類を泳がせる大型水槽（2001年秋開館）を増設することから、経営への打撃が予想された。名鉄の1999年（平成11年）3月期連結決算で230億円の赤字損失が計上されたことを受け、名鉄はリストラの一環で、沿線の阿久比スポーツ村（同年経営撤退）・内海フォレストパーク（2003年閉鎖済み）と合わせてビーチランドを2001年（平成13年）を目処に閉鎖することを検討する旨を発表した。しかし地元からの反発が強く、名鉄は同年9月14日、ビーチランドについては閉鎖の方針を修正し、当面は存続の以降で営業努力を続ける方針を表明した。2003年10月から名鉄の合理化策により新設子会社の名鉄インプレスに移管させて運営している。
水族園では2003年（平成15年）ごろからセイウチ・アザラシ・アシカ・イルカなどの海獣やペンギンと“ふれあい体験”ができる参加費無料のプログラムを数多く用意しており、“ふれあい日本一”を掲げている。2006年（平成18年）3月にはおもちゃ王国と提携し、既存の遊園地を刷新して「南知多おもちゃ王国」を開業。同時期に2階建ての「SEA SIDE VIEW」を水族園側のおもちゃ王国入口に新設した。1階におもちゃ王国の玩具店・2階に展望レストランカフェ「ザ・ビーチ」がある。
春から秋のシーズンにかけては4人以上のグループであれば食材・機材が用意されたバーベキューが楽しめる。また、おもちゃ王国の傍に位置する奥田海岸の「海辺ゾーン」は夏季限定で出入り口が有り、潮干狩り・海水浴が可能である（館外からも奥田海岸へ向かえる）。
2010年（平成22年）4月29日に開業30周年を迎えた。これに合わせて同年2-3月にイルカショープールのプールサイドを拡張し、観客席に近づけさせる等の改修工事を実施した。同年6月5日には名古屋鉄道営業部が企画した2000系による団体専用列車『南知多ビーチランド30周年記念号』（金山駅→知多奥田駅・内海駅間、復路は『知多新線全線開業30周年記念号』となる）が運行されると共に、「南知多ビーチランド30周年記念SFトランパスカード」が名鉄主要駅の券売機で発売された。

## 飼育年数世界一
イルカの「プリン」は、1993年1月27日の南知多ビーチランド産（メス）である。父ハナゴンドウ（「ネオ」）、母ハンドウイルカ（「ローラ」）の交雑種。体長2m74cm、体重269Kg。交雑種イルカ飼育日数記録の世界一とされる個体である。
2013年1月には、「プリン」の記録はギネス世界記録に申請されていると日本テレビが伝え、美浜町の山下治夫町長(当時)からは20歳を記念した特別住民票を贈呈された。

## 主な施設

### 水族園
- 海洋館 - 1000t級大水槽を中心に、150種7000匹の魚を展示している。
- イルカスタジアム・イルカのふれあいプール・イルカホール
- ペンギンプール・ペンギン館
- アシカプール・ウミガメプール
- トド・アザラシプール
- バイカルアザラシプール - 新潟ロシア村（廃業）の規模縮小に伴い1999年に譲受した個体が飼育展示されている。
- セイウチ（旧:極地どうぶつ）館 - 2022年6月4日に雌のサクラが亡くなり[11]、雄のキック（1997年鴨川シーワールド生まれ、2003年譲受）のみが展示飼育されている。 1990年代にはミナミゾウアザラシが展示されていた。
- タッチング水槽・ふれあい・ジャブジャブ池・ペリカン池（屋外）
- ドルフィンショップ・ビーチプラザ
- サービス施設
  - マリンスナック・レストランカフェ ザ・ビーチ
  - 管理事務所

## 交通アクセス

### 鉄道・バス
- 名鉄知多新線 知多奥田駅下車、徒歩で約15分。
- 土休日と夏季に限って路線バス（知多バスビーチランド線）が運行されていたが、2013年3月16日に廃止された。

## 備考
かつては名鉄で使用された車両（モ852-ク2352、モ3501-ク2501、モ583、デキ201）が園内で静態保存され、前記4両は食堂として利用されていた。しかし海辺に近いために車体の傷みが進み、解体された。
施設名から間違えられやすいが、南知多町ではなくその隣の美浜町に存在する。